# Orthotomus sutorius
El sastrecillo común (Orthotomus sutorius) es una especie de ave paseriforme de la familia Cisticolidae propia del Asia tropical. Es muy conocido por construir su nido en el interior de hojas «cosidas» entre sí, habilidad a la que debe su nombre, y por haber sido inmortalizado por Rudyard Kipling en su El libro de la selva. Aunque es un pájaro tímido que normalmente está escondido entre la vegetación del bosque, sus cantos denotan su presencia, incluso en los parques urbanos. Se caracteriza por tener una larga cola que suele mantener alzada, el color verde del plumaje de sus partes superiores y el color rojizo de su frente.
Como la mayoría de los miembros de su familia, los sastrecillos son insectívoros. Su canto consiste en un alto chiiup-chiiup-chiiup con variantes entre sus poblaciones. Con frecuencia repiten llamadas disilábicas.

## Descripción

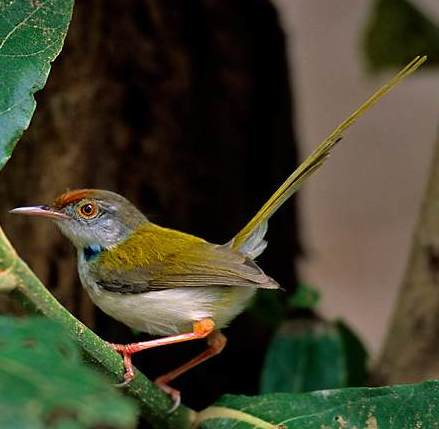
Suelen mantener la cola alzada, que es más larga en los machos.

El sastrecillo común tiene el plumaje de sus partes superiores principalmente de color verde intenso y el de las inferiores blanquecino anteado. Su tamaño oscila entre 10 y 14 cm y su peso entre 6 y 10 g. Tiene alas cortas y redondeadas y la cola larga, patas fuertes y un pico afilado con la punta de la parte superior ligeramente curvada. Suele mantener la cola alzada y la mueve con frecuencia. Su frente y la parte frontal de su píleo son de color rojizo. Ambos sexos tienen una apariencia idéntica excepto en que los machos tienen las plumas centrales de la cola más largas durante la época de cría, aunque se ha cuestionado la fiabilidad de este dimorfismo para determinar el sexo en los especímenes de museo. Los juveniles son de tonos más apagados. Cuando cantan, se hacen visibles las manchas oscuras que tienen en los laterales del cuello. Estas se deben a la pigmentación oscura de lu piel que tienen ambos sexos y que a veces les da la apariencia de tener un collar oscuro.

## Taxonomía y etimología
La especie originalmente se clasificó en la familia Sylviidae, pero los análisis genéticos indicaron que debía trasladarse a la familia Cisticolidae, junto a los miembros de Prinia y Cisticola.
Su nombre científico sutorius significa «zapatero», mientras que el nombre de su género Orthotomus significa «corte correcto».
Se reconocen varias subespecies en su amplia área de distribución en el sur y sureste de Asia. La subespecie nominal está en las tierras bajas de Sri Lanka. La subespecie O. s. fernandonis se encuentra en los montes de Sri Lanka. La vecina India tiene a O.s. guzuratus en la península y el oeste hasta Pakistán, mientras que en el norte se encuentra O. s. patia desde Terai en Nepal a lo largo de las laderas del Himalaya hasta Birmania. Existe una pequeña población perteneciente a O. s. patia en el norte de los Ghats Orientales (Wangasara). En los montes del noreste de la India también está O. s. luteus. En el sureste de asiático se encuentran O. s. inexpectatus y O. s. maculicollis. y el sureste de China, incluida las islas de Hainan y Tonkin de Vietnam lo ocupa O. s. longicauda, mientras que O. s. edela es endémica de Java.

## Comportamiento y ecología

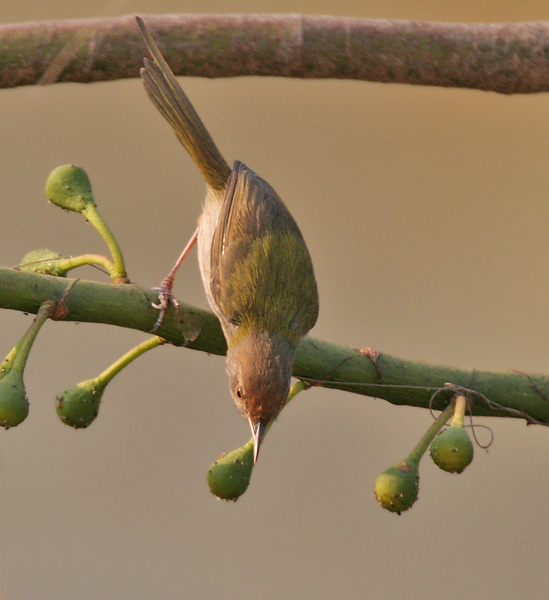
El sastrecillo se alimenta de insectos en los árboles.

Los sastrecillós se observan solos o en parejas, generalmente en el sotobosque o los árboles, y a veces saltando en el suelo. Se alimenta de insectos, en especial gran variedad de escarabajos, pulgones y chinches. Son atraídos por los insectos de las flores y se sabe que favorecen la floración del mango. También visitan las flores de árboles de los géneros Bombax y Salmalia por su néctar, por lo que se cubren de polen, que les da una apariencia dorada a su cabeza.
Duermen solos fuera de su época de cría, pero durante la época reproductiva la pareja duerme junta, y a veces los juveniles recién emplumados duermen acurrucados entre sus progenitores. Para descansar eligen las zonas de los árboles con ramitas finas y cubierta por encima de ellos, y con frecuencia cerca de construcciones humanas y luces.

### Reproducción

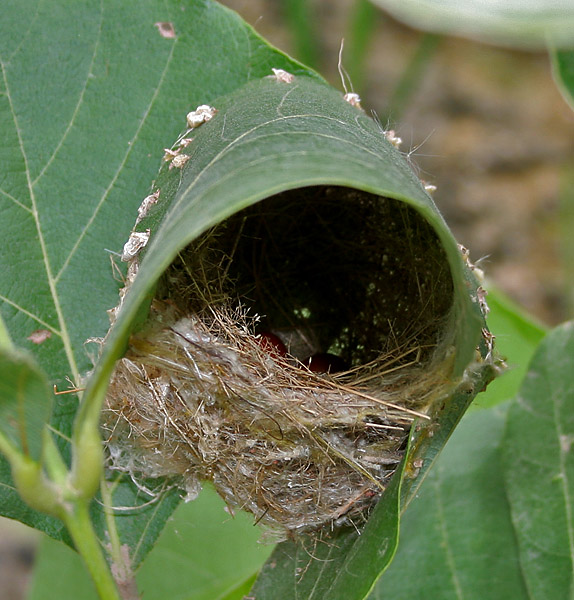
Nido en la India.

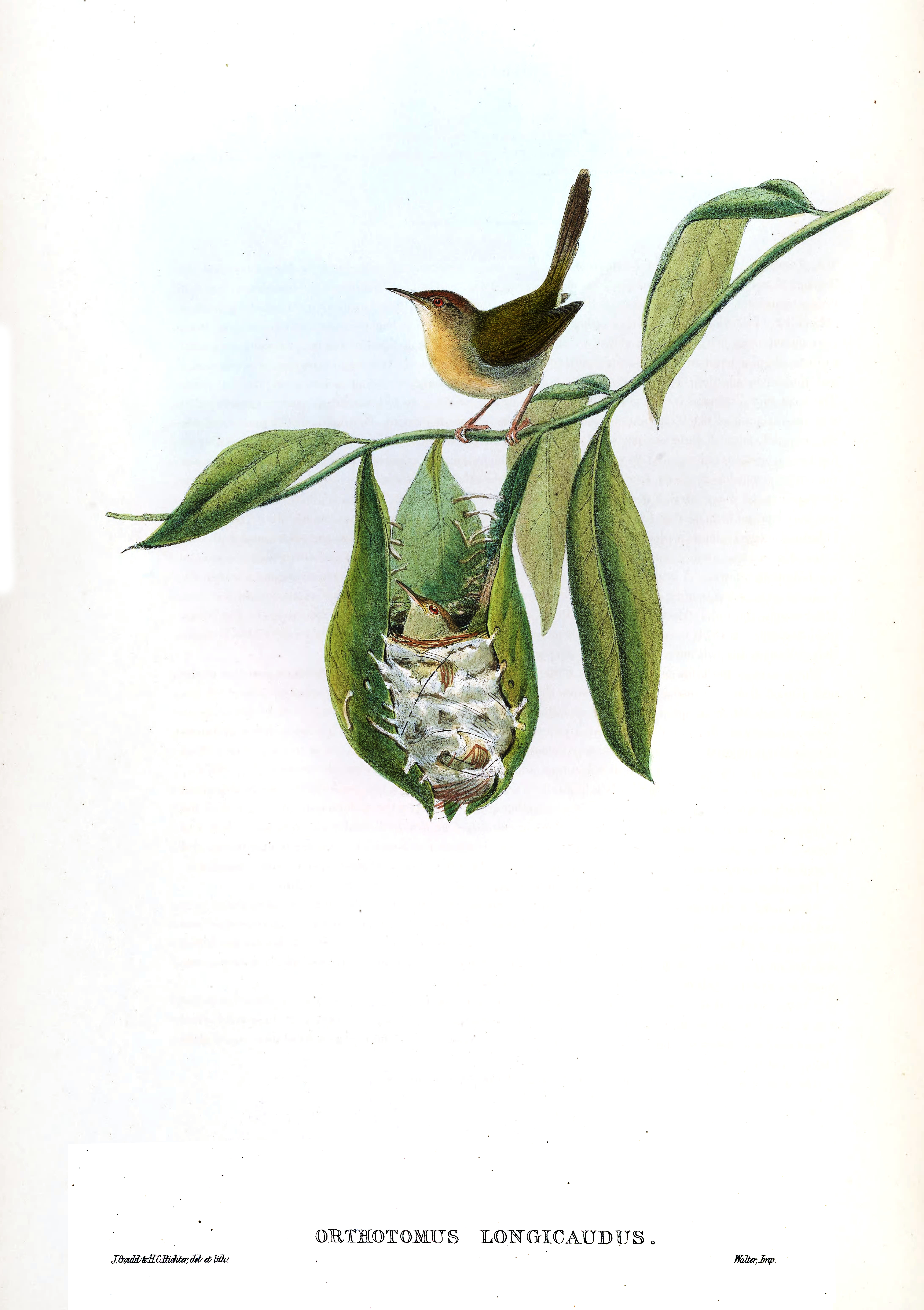
Ilustración de John Gould para Aves de Asia.

La época de cría se produce de marzo a diciembre, con sus máximo entre junio y agosto, coincidiendo con la temporada de lluvias. En Sri Lanka los principales periodos reproductivos son de marzo a mayo y de agosto a septiembre, aunque puede criar durante todo el año.

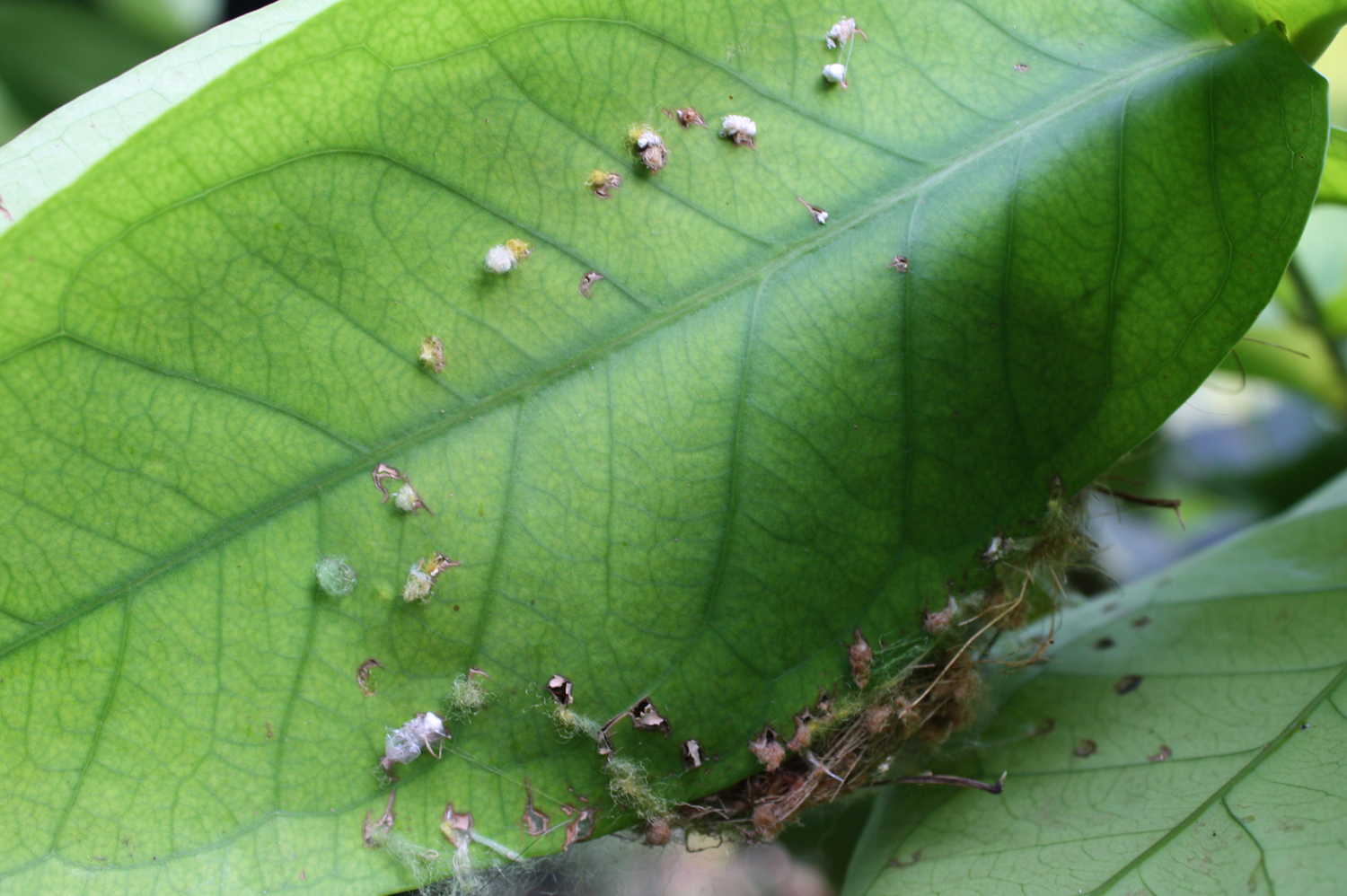
Detalle de hoja con los remaches de fibras en las uniones del nido.

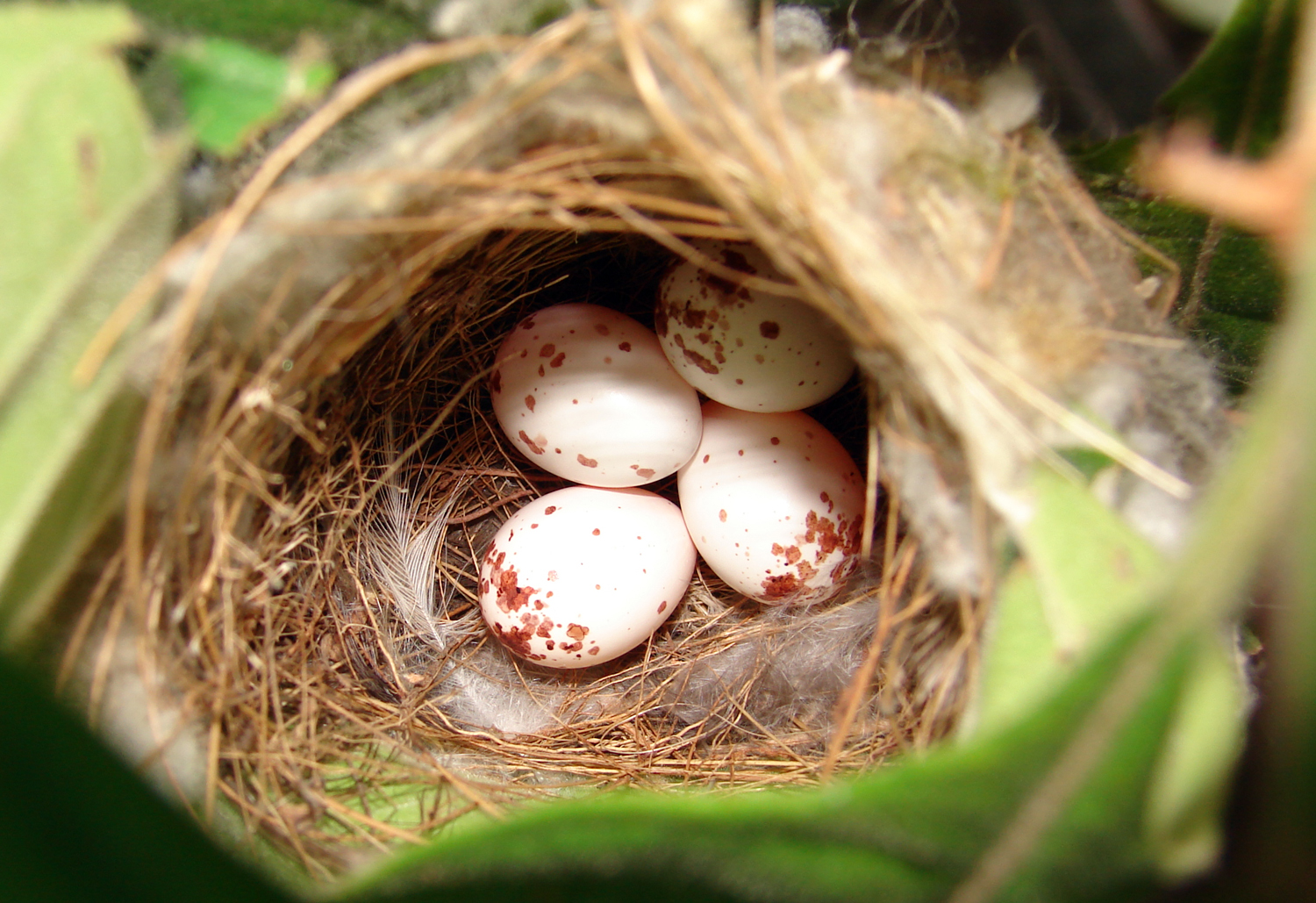
Nido con huevos.

Aunque su nombre de los sastrecillos procede de su forma de construir los nidos, su forma de construirlos no es única y es compartida por los miembros del género Prinia. Su nido consiste en un cuenco profundo, forrado con materiales suaves situado en una especie de cucurucho formado por varias hojas de árbol sujetas entre sí con su haz hacia afuera, entre el follaje denso lo que lo hace difícil de localizar. Para sujetar las hojas realiza pequeñas punzadas en sus bordes que no producen decoloración en la hoja, lo que favorece el camuflaje. Se estudió el material usado en los nidos de Sri Lanka y se descubrió que eran fibras de Euphorbia, Ceiba pentandra y Bombax malabaricum. Jerdon escribió que el sastrecillo usaba nudos, pero no se encontró ningún nudo. Wood clasificó los procesos usados por el sastrecillo como costura, remachado, atado y enredado. En algunos casos el nido está hecho con una sola hoja grande cuyos bordes se juntan y remachan. A veces las fibras de un remache se extienden al agujero adyacente lo que le da más apariencia de costura. La puntada se hace perforando dos hojas y metiendo fibras a través del agujero. Las fibras sobresalen por los lados lo que le da apariencia de remaches. Existen muchas variaciones en la forma del nido y algunas parecen una cuna de hojas. 
La puesta suele ser de tres huevos. El periodo de incubación dura unos 12 días. Tanto el macho como la hembra alimentan a los polluelos. La mortalidad de los huevos y polluelos es alta a causa de la depredación de los roedores, gatos, cucales y lagartos entre otros depredadores. Los polluelos dejan el nido a los 14&nbspdías. Según algunas fuentes la hembra incuba sola, pero otras sugieren que ambos sexos incuban los huevos, en cualquier caso, ambos progenitores toman parte de la alimentación y limpieza del nido. Los machos alimentan a las hembras mientras incuban. Los nidos a veces son parasitados por el cuco plañidero (Cacomantis merulinus).

## En la cultura
Rikki-Tikki-Tavi, una de las historias de Rudyard Kipling del Libro de la selva, incluye una pareja de sastrecillos, Darzee (que significa «sastre» en urdu) y su esposa, como dos de sus protagonistas. En ella se cuenta que la esposa de Darzee finge estar herida, pero este comportamiento común en otras aves no se conoce en esta especie. Un libro clásico de cuentos infantiles en bengalí de Upendrakishore Ray se titula Tuntunir Boi, por el nombre local del sastecillo, tuntuni.